# Jerry Green
Jerry Green (* 12. Februar 1980 in Pomona, Kalifornien) ist ein US-amerikanischer Basketballspieler. Er wog während seiner aktiven Zeit bei einer Größe von 190 cm 87 kg. Er spielte in der Basketball-Bundesliga für EnBW Ludwigsburg sowie den Mitteldeutschen BC. Er bestritt insgesamt 194 Bundesliga-Spiele. Während er auf dem College meist als Shooting Guard eingesetzt wurde, nahm er als Berufsbasketballer vermehrt die Spielmacher-Position ein.

## Karriere
Von 1998 bis 2002 spielte Green für die University of California in Irvine (UC Irvine) in der NCAA. Er bestritt 116 Spiele für die Hochschulmannschaft und kam auf Mittelwerte von 17,2 Punkten, 4,1 Rebounds sowie 3,6 Korbvorlagen. In allen vier Jahren führte er  UC Irvine als bester Korbschütze und Vorlagengeber an. Seine höchste Punktausbeute verbuchte er in seiner Abschlusssaison 2001/02, als er 20,3 Zähler pro Begegnung erzielte. Mit seinen insgesamt 1993 in vier Jahren setzte er sich an die Spitze der ewigen Korbjägerliste der University of California in Irvine.
Bei der NBA Draft wurde er von keiner Mannschaft ausgewählt. Daraufhin wechselte er nach vier erfolgreichen College-Jahren zum Mitteldeutschen BC in die deutsche Bundesliga, wo er in seiner ersten Saison in der BBL durchschnittlich 16,8 Punkte, 3,9 Rebounds und 3,5 Assists pro Spiel ablieferte.
Nach einem Jahr dort wechselte Green zum polnischen Verein Czarni Słupsk. Durch seine Leistungen wurde EnBW Ludwigsburg auf ihn aufmerksam und verpflichtete ihn 2004. Er war maßgeblich daran beteiligt, dass Ludwigsburg in den Folgejahren regelmäßig die Bundesliga-Endrunde erreichte. Belohnung für seine Leistungen, die Ludwigsburg in die Spitzengruppe der BBL führten, war die Ehrung als bester Spieler der Bundesliga-Saison 2006/07. Im Spieljahr 2006/07 erzielte er den höchsten Punkteschnitt seiner Ludwigsburger Zeit, als er 16,1 Zähler je Begegnung verbuchte.
Zum Ende der Saison 2006/07 verließ er jedoch Ludwigsburg und unterzeichnete einen Vertrag bei der belgischen Spitzenmannschaft Telindus Ostende. In der Saison 08/09 spielte er dann für Solsonica Rieti, einen italienischen Erstligisten.
Zur Saison 2010/2011 kehrte Green zur EnBW Ludwigsburg zurück. Er erhielt dort einen Vertrag über drei Jahre und sollte helfen, den Verein wieder in die Play-Offs zu führen. Doch im Sommer 2012 kam es zum Bruch mit dem Verein, aus Sicht des Vereins auf Grund sehr schlecht ausgefallener medizinischer Untersuchungen. Doch vor allem Greens Berater Ben Pansack sah in der Begründung der Ludwigsburger „den Versuch, den Club aus seiner Verpflichtung, Green zu bezahlen, zu befreien.“ Nach der Androhung einer Klage einigten sich beide Parteien einvernehmlich.